# Mistrovství pobřeží Tichého oceánu v ledním hokeji žen
Mistrovství Tichého oceánu v ledním hokeji byl mezinárodní turnaj asijských a severoamerických reprezentačních družstev žen. Konal se v letech 1995 a 1996, kdy ještě neexistovaly nižší výkonnostní skupiny mistrovství světa žen a sloužil jako kvalifikace na mistrovství světa elitní skupiny v daném roce. Obou ročníků se vždy účastnila čtyři družstva Kanada, USA, Čína a Japonsko.

## Jednotlivé ročníky
| Rok  | Pořadatel | Účast | 1. místo | 2. místo | 3. místo | 4. místo |
| ---- | --------- | ----- | -------- | -------- | -------- | -------- |
| 1995 | San José  | 4     | Kanada   | USA      | Čína     | Japonsko |
| 1996 | Richmond  | 4     | Kanada   | USA      | Čína     | Japonsko |